# Michael Walla
Michael Walla (* 16. Juli 1892 in St. Georgen, Ungarn; † 7. Oktober 1959 in Wien) war ein österreichischer Gärtner und Politiker (ÖVP). In der Zeit des Ständestaats war Walla Mitglied des Rates der Stadt Wien. Er war von 1945 bis 1959 Abgeordneter zum Österreichischen Nationalrat.
Walla besuchte nach der Volksschule die Bürgerschule und erlernte den Beruf des Fleischhauers sowie des Gärtners. 1922 machte er sich als Gärtner selbständig. Politisch engagierte er sich zwischen 1933 und 1938 als Präsident des Bundesverbandes der Gärtner Österreichs. In der Zeit des Ständestaats wurde Walla zum Mitglied des Rates der Stadt Wien ernannt, dem Ersatz für den im Zuge der Ausschaltung des demokratischen Staates aufgelösten Wiener Gemeinderat. Nach dem „Anschluss“ 1938 bemühte sich Walla um Aufnahme in der NSDAP, wurde jedoch mit dem Hinweis der zuständigen Ortsgruppenleitung abgelehnt, dass Walla politisch verfolgten, „schwarzen Gesinnungskameraden“ geholfen haben soll. 1945 wurde er Vizepräsident der Wiener Landwirtschaftskammer sowie Obmann des Wiener Bauernbundes. Zudem vertrat er die Österreichische Volkspartei zwischen dem 19. Dezember 1945 und dem 9. Juni 1959 im Nationalrat.
1996 wurde die Wallagasse in Simmering nach Walla benannt.